# 安藤亜実
安藤 亜実（あんどう あみ、1984年2月25日 - ）は、千葉県出身の舞台女優。

## 略歴・人物
身長150cm、血液型はA型。
4歳からジャズダンスを学び始める。中学入学直後、部活見学で先輩のダンスを見て、涙が止まらないほどの衝撃を受け、自分も人の心に響く踊りをしたいと強く感じ、ミュージカルスターになる夢を抱く。早速バトントワリング部に入部、高校卒業までの6年間活躍する。その活躍ぶりは、1999年から2001年までに計8回の全国大会で3位までに入賞、その内5回は1位ないし最優秀賞・金賞に輝いている。
ミュージカル集団・東京メッツ、ダンスグループ・Drillers、ソングデュオ・Orange Beansへと場を移しつつ活躍を続け（現在はいずれも解散）、現在はChii・Hanaの3人で、ガールズ・グループ「Runty(ランティ)」を2008年6月に結成。また、埼玉ブロンコスのチアリーディングチーム「ブロンコスチアリーダーズ」にも参加する他、ソロでも活動中。
趣味は笑うこと、話すこと、読書、観劇・映画鑑賞（勉強も兼ねる）、長風呂、腹筋、カラオケ。特技はくだらない電話、顔芸、早食い。

## 出演

### 舞台
- 東京メッツ公演（2003年 - 2004年）
- エンタのたまご 共栄短期大学学園祭・樹麗祭（2003年）Drillersとして出演
- WIND_STEP_IN_THE_LIFE 渋谷RUIDO_K2（2004年）Drillersとして出演
- WIND_vol.3(HIPHOP) 渋谷RUIDO_K2（2004年）Drillersとして出演
- コロッケ2004ものまね大全集（2004年）Drillersとして出演
- 花博キャッツ 浜名湖花博（2004年）Drillersとして出演
- スーパーアクロバット・ミュージカル 天王洲キャッツ－楽園伝説の巻（2004年）Drillersとして出演
- 帰ってきたとしまえんキャッツ（2004年）Drillersとして出演
- コロッケ奮闘公演「人情喜劇 泣きむし万吉奮闘気/コロッケのものまねオン・パレード2004（2004年）Drillersとして出演
- G-Rockets That's G-Rockets（2004年）Drillersとして出演
- 東京オートサロン2005 幕張メッセ（2005年）Drillersとして出演
- マーチングバンド・バトントワリング・スプリングフェスティバル（2005年）Drillersとして出演
- That's_G-Rockets（2005年）Drillersとして出演
- iNFECTION.2005（2005年）Drillersとして出演
- Orange_Beans G-Night〜ラナハウスだよ!全員集合〜（2005年）Drillersとして出演
- Orange_Beans That's_G-Rockets_002（2005年）Drillersとして出演
- IMPACTION（2005年）Drillersとして出演
- BARABAN_NIGHT! 〜とってもMITOな秋の宵〜（2006年）
- WIRE06（2006年）
- WIRE08 -10th ANNIVERSARY-（2008年）